# Tour de Guadalentín
Le Tour de Guadalentín (en espagnol : Vuelta al Guadalentín) est une course cycliste espagnole disputée autour de la vallée de Guadalentín (es), en région de Murcie. Elle est organisée par le Club Ciclista Juan Zurano.
La première édition en 2018 se déroule sur deux étapes. Elle accueille dix-sept équipes au départ, pour une centaine de participants,.

## Palmarès
| Année | Vainqueur                | Deuxième         | Troisième               |
| ----- | ------------------------ | ---------------- | ----------------------- |
| 2018  | Jesús Nanclares          | Eusebio Pascual  | Antonio Angulo          |
| 2019  | Miguel Ángel Ballesteros | Javier Gil       | Raúl Rico               |
| 2020  | José Alcaina             | Mauricio Moreira | Jorge Martín Montenegro |
| 2021  | José David Martínez      | Josué Gómez      | Alejandro Gómiz         |
| 2022  | Abel Balderstone         | Benjamín Prades  | Lucas Lopes             |
| 2023  | Tomás Miralles           | Juan Diego Cano  | Ferran Robert           |
| 2024  | José Luis Faura          | Eloy Teruel      | Álvaro Sagrado          |
| 2025  | Pablo Ortega             | Adrián Benito    | Iván Palomeque          |